# ويليام بيكمان
ويليام بيكمان (بالإنجليزية: William Beckman)‏ هو مصارع رياضي أمريكي، ولد في 12 مايو 1881 في نيويورك في الولايات المتحدة، وتوفي في 14 يونيو 1933 في كوينز في الولايات المتحدة.

## وصلات خارجية
- ويليام بيكمان على موقع أوليمبيديا (الإنجليزية)